# Aldo Machado
Aldo Pereira Machado (Salvador, 1962) é um baterista brasileiro, mais conhecido como Aldo Boi Tatá. Foi o baterista original da banda baiana Camisa de Vênus entre 1982 até o seu primeiro final em 1987. Não participou de nenhuma das reuniões posteriores da banda porque converteu-se ao cristianismo e não deseja mais tocar as músicas da banda.

## Discografia

### Camisa de Vênus
- 1982 - Controle Total (compacto)
- 1983 - Camisa de Vênus
- 1984 - Batalhões de Estranhos
- 1986 - Viva (ao vivo)
- 1986 - Correndo o Risco
- 1987 - Duplo Sentido